# Johann Karl Droste zu Senden
Johann Karl Droste zu Senden (Taufname: Johann Karl Goswin Adolf) (* 13. Dezember 1692; † 4. September 1761 in Münster) war Domherr in Münster und königlicher Regierungspräsident.

## Leben

### Herkunft und Familie
Johann Karl Droste zu Senden wuchs als Sohn des Jobst Adolf Droste zu Senden und seiner Gemahlin Dorothea Elisabeth von Nagel zu Vornholz (1654–1705) zusammen mit seinen Geschwistern Mauritz Dietrich (Domherr in Münster), Joahann Ferdinand (Erbherr), Levin Christoph (Domherr in Hildesheim), Anna Katharina (Kanonisse in Asbeck), Petronella und Isabella (Dechantin in Nottuln) in der uralten westfälischen Adelsfamilie Droste zu Senden auf.

### Werdegang und Wirken
Nach dem Besuch des Gymnasiums in Münster studierte er in den Jahren 1711 bis 1717 in Rom. Am 16. Mai 1709 erhielt er eine Dompräbende in Speyer, auf die er bereits zwei Jahre später zugunsten seines Bruders Levin Christoph verzichtete. Johann Karl wurde zum Priester geweiht.
Am 5. Juli 1713 erhielt er durch päpstlichen Fürsprache eine Präbende in Münster. Er wurde Finanzverwalter an der Universität Orléans. Die Aufschwörung zur Ritterschaft des Herzogtums Jülich fand am 18. November 1725 statt. Johann Karl war im Besitz der Archidiakonate Auf dem Drein und Warendorf.
Er war Propst von St. Martini in Münster, Domscholaster sowie Domsenior. In seinem Testament vom 15. Juni 1752 hatte Johann Karl seinen Vater als Universalerben eingesetzt. Im Jahre seines Todes verzichtete er zugunsten seines Neffen Clemens August auf seine Präbende.
Johann Karl Droste zu Senden wurde im Dom zu Münster begraben.

### Politische Ämter
- 1748 Adliger Landrat
- 1753 Präsident des Geheimen Rates
- 1754 bis 1761 Regierungspräsident
- 1760 Vorsitzender der Postkommission und Direktion des Postwesens (Münster/Paderborn),

## Ehrungen
- Großkreuzherr des St.-Michael-Ritterordens.
- 1759 Wirklicher Geheimer Rat